# サー・デビッド・アッテンボロー (極地調査船)
RRS サー・デビッド・アッテンボロー（RRS Sir David Attenborough）は、Natural Environment Research Council が所有し、British Antarctic Surveyにより、調査および物資運搬支援目的にて運行されている調査船。本船の就役により、前任であるジェームズ・クラーク・ロスおよびアーネスト・シャクルトンを置き換えることとなった。船名はプロデューサーであり自然科学者であるデイビッド・アッテンボローにちなむ。

## 来歴
2014年、英国政府は英国南極調査局所属の2隻の北極調査船を置き換えるため新造船への投資を発表した。新造船は最新の調査機器を北極圏へ輸送するため、既存船より強化された砕氷能力と耐久性を有することに加え、BASチーム向けの補給物資運搬にも従事する機能を有することを目的としていた。
BASは、Houlder Ltd社へ新造船の完成形を決める元となる基本設計を発注した。その後、2015年に詳細設計にはロールス・ロイス・ホールディングス、建造する造船所にはイングランド北部リヴァプール近辺のバーケンヘッドにあるキャメル・レアード社が選ばれた。建造費は2億英ポンド（£200m）。

### 建造

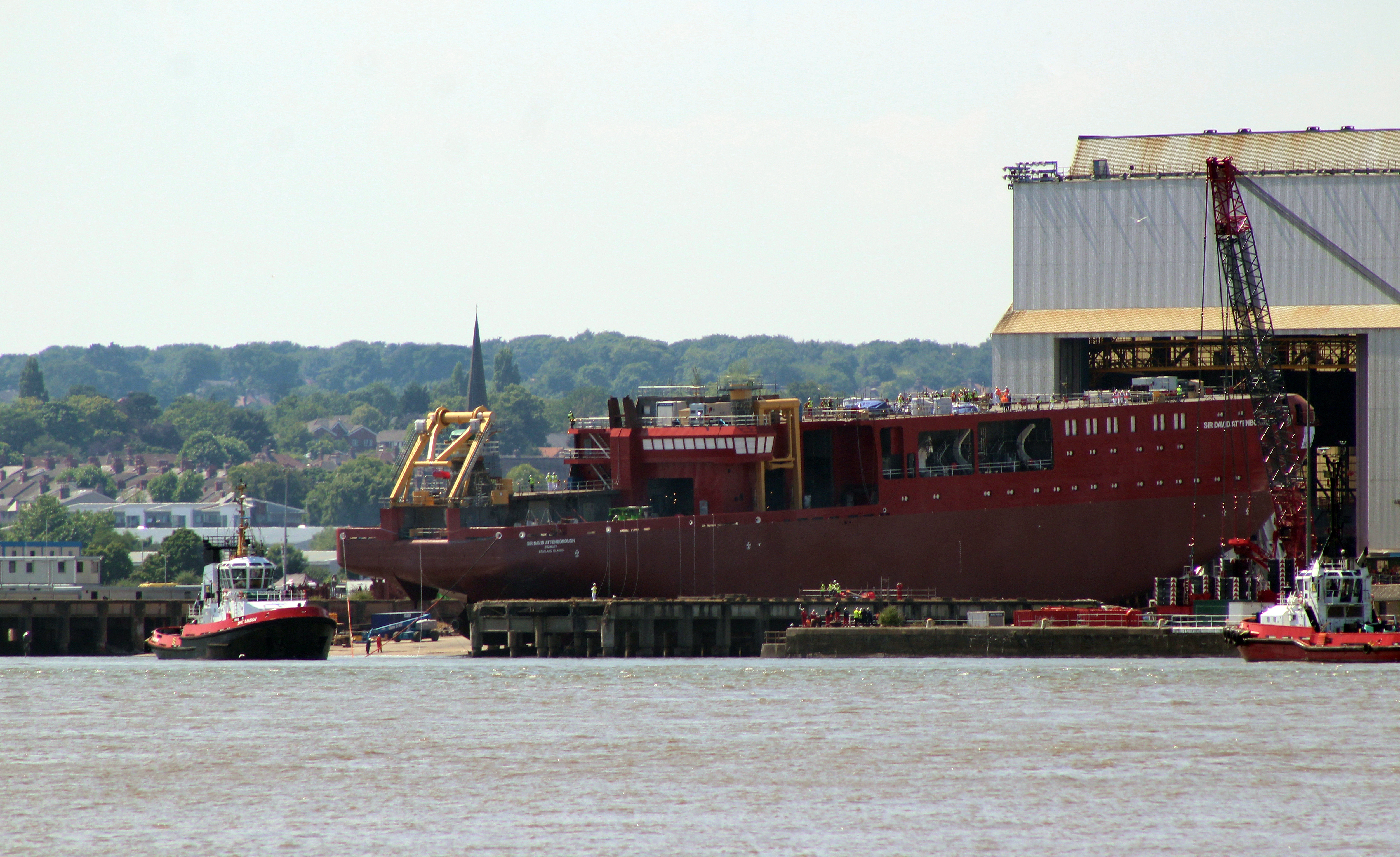
進水直前の船体部

鋼材切断式は2016年7月に行われ、船番1390の本船の起工式は2016年10月17日に行われた。
船体はクイーンエリザベス級航空母艦と同様、艤装済みの船体を組み合わせる形で建造された。主要な船体ブロックはリヴァプール近辺のバーケンヘッドにあるキャメル・レアード社にて建造されたが、建造工程のひっ迫により、Block 10と呼ばれる船尾部はイングランド北部、タイン川に面するヘブバーンにあるA&P グループ社により建造された。当該部分はバージに乗せられ2017年8月に到着した。船尾部分は重量物運搬機を利用し、バージに搭載された。また、船体部全体も同様に進水台へと乗せられた。本船の船体はサー・デイビッド・アッテンボロー本人により命名され、2018年7月14日に進水した。船体は艤装岸壁にて上部構造物の搭載とさらなる艤装が行われた。
本船は2018年10月に完工する予定であったが、正式な命名式典は2019年9月26日に行われた。命名式典にて、キャサリン妃（ケンブリッジ公爵夫人殿下：当時）により船首部分へシャンパンが投下され無事粉砕した。サー・デイビッド・アッテンボロー本人も出席した。 詩人であるサイモン・アーミテージにより、Arkと呼ばれる詩が贈られた。アッテンボローはコミッショニングにも登場し、「この驚くべき船は...世界が今日直面している問題を解決するための科学を発見し、明日にはさらにそれを推し進めるであろう。」と述べた。

## 設計
本船は全長約125メートル（410フィート）、横幅約24メートル（79フィート）、深さ約7メートル（23フィート）。巡航距離は13ノット（24km/h; 15マイル毎時）にて19,000海里（35,000km; 22,000マイル）。二機のヘリコプターと900m3（32,000 cu ft）の貨物が搭載可能。船員30名に加えて60名の調査要員の居住空間が用意されている。
推進機関は二軸の電気推進で、4機の2,750kW（3,690馬力）のモーターにて5葉の可変ピッチプロペラを回転させる。
電力は主機関であるベルゲン製B33:45L6A（3,600kW、4,800馬力）2機およびB33:45L9A（5,400kW、7,200馬力）2機のほか、停泊時用補機であるカミンズ製KTA38-DM1（885kW、1,187馬力）1機および2機の2,500kW/500kWh（1,800MJ）のバッテリーから供給される。この推進機関により本船は最高速度17.5ノット（32.4km/h; 20.1mph）を発揮し、厚さ1mの氷海上を3ノット（5.6km/h; 20.1 mph）にて航行でき、航続距離は経済巡航速度13ノット（24km/h; 15mph）にて19,000海里（35,000km; 22,000マイル）である。
また、船位保持と着離岸時用に、船体の前後に2機ずつの1,580kW（2,120 hp）のTees White Gill thrusters社製サイドスラスターを装備している。
本船の耐氷構造はICASの極地氷海船に関する統一規則（Unified Requirements for Polar Class Ships）に基づいている。本船はPolar Class 4、つまり「 多年氷が一部混在した厚い一年氷がある海域」を通年航行可能である。しかし、推進機関については一段下位のPolar Class 5（多年氷が一部混在する中程度の厚さの一年氷がある海域）が適用されている。

## 運用

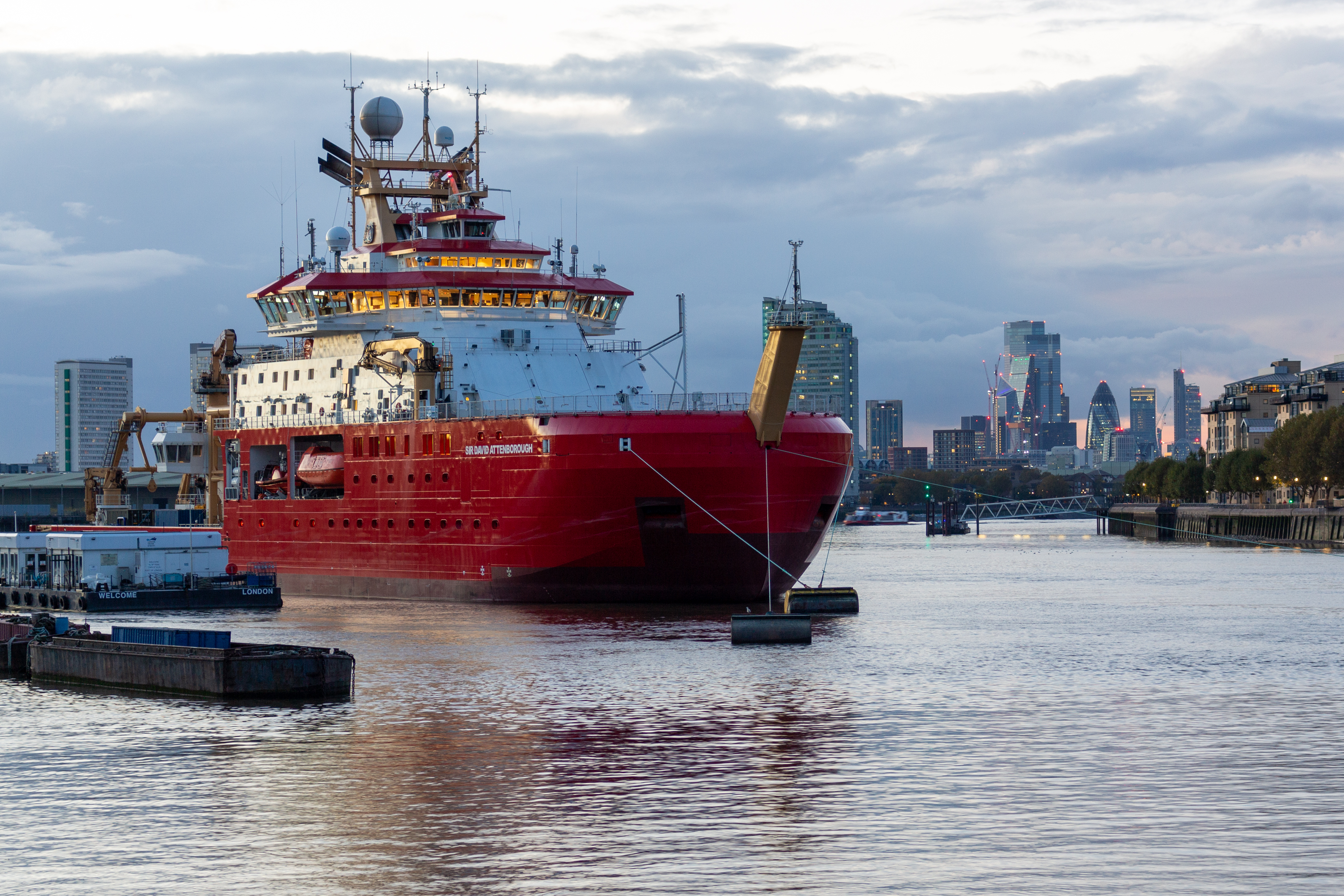
グリニッジにて停泊中のサー・デビッド・アッテンボロー（2021年10月）

本船は2020年後半に就役予定であった。しかし、2020年1月、Sky News は本船の就役が遅延する可能性があり、BASはジェームズ・クラーク・ロスの退役を予定より1年遅らせることを計画していると報じた 。同年8月、本船は年末に予定されている海上公試へ向け艤装中、リバプール客船ターミナルへ着岸した。本船の海上公試は2020年10月21日に行われた。
2021年3月5日に救命ボート進水時の事故で、船員1名が負傷した 。本船の処女航海は、2021年11月16日にイングランド東部Harwichから北極に向け出航、2021年12月17日にロセラ基地に到着した。
2022年2月、本船は北極イングリッシュコーストにあるStange Soundへ向かう途中、本船では破砕できない固い雪に表面を覆われた2年氷に出くわした。本船はCompagnie du Ponant社の運行するフランスの砕氷クルーズ船であるLe Commandant Charcotの助力を借りることで当該海域を突破することができた。しかし、氷の状態はさらに悪化する一方であったため、本船は当初の予定を変更し、スウェイツ氷河の国際的な共同調査のための資材を下ろす場所を探すこととなった。

## 船名
2016年3月、 英国自然環境研究会議（NERC: The Natural Environment Research Council）は本船の名前を公募することとした。名前については以前使用されたものは対象外とされたが、それ以外については制限が課されなかった。NERCは最終的な決定権は我々にあり、一番人気があったものが必ず命名されるわけではないと述べていた。
ジャージー島を元に発信している、BBCラジオジャージーの元プレゼンターのジェームズ・ハンドが冗談交じりに「ボーティ・マクボートフェイス（RRS "Boaty McBoatface"）」を提案した。この選択肢の元ネタは2012年に行われた「Adopt-A-Bird（鳥を養子にしよう）」キャンペーンにて名付けられ、インターネット上で人気となった「Hooty McOwlface」というフクロウである。この選択肢はすぐさま一番人気の選択肢となり、投票終了時には他候補を突き放して一番多い124,109票の得票数を得た。
2016年5月6日、科学大臣であるJo Johnson が本船を自然科学者であるデイビット・アッテンボローから取って命名することを発表した。一方、ボーティ・マクボートフェイスは本船の遠隔コントロール潜水艦に命名された。
その他の有力な候補としては、不治のガンに侵されていた幼児の名前である「Poppy-May」、2016年に北極単独無支援横断に挑戦中に亡くなった英国陸軍士官であり探検家の「ヘンリー・ウォースレー（Henry Worsley）」が挙げられていた。
スペインのサイトForoCochesのネットの荒らしたちにより、ジェンキンスの耳の戦争のカルタヘナ・デ・インディアスの海戦 (1741年)にて、英国海軍を大敗に導いたスペインの将軍「Blas de Lezo」に大量の投票が行われた。運営者が削除した時点で38,000票が投じられていた。